# Wilhelm Hoßbach
Peter Wilhelm Heinrich Hossbach (* 20. Februar 1784 in Wusterhausen/Dosse (nach anderen Angaben in Neustadt (Dosse)); † 7. April 1846 in Berlin) war ein deutscher evangelischer Theologe.

## Leben
Hossbach, Sohn eines Volksschullehrers, studierte ab 1803 in Halle (Saale) und Frankfurt (Oder) Evangelische Theologie. Nach verschiedenen Stellungen als Hauslehrer wurde er 1810 Prediger in Plänitz, 1815 am Kadettenhaus in Berlin. Hier schrieb er eine Biographie Johann Valentin Andreaes, die lange Zeit als Standardwerk galt.
1821 wurde er vom Berliner Magistrat als Pfarrer an die Neue Kirche (den so genannten Deutschen Dom) berufen, wo er bis zu seinem Tod wirkte. Als Anhänger Friedrich Schleiermachers schloss sich Hossbach der Opposition gegen die von König Friedrich Wilhelm III. für die evangelische Kirche in Preußen neu eingeführte und für verbindlich erklärte Agende an und verfasste 1825 eine von zwölf Berliner Theologen unterzeichnete Eingabe an den König, die die Revision der Agende beförderte (siehe Agendenstreit). 1828 erschien Hossbachs bedeutendstes Werk, eine aus den Quellen erarbeitete Biographie Philipp Jacob Speners, für die er 1830 die Ehrendoktorwürde der Universität Göttingen erhielt.

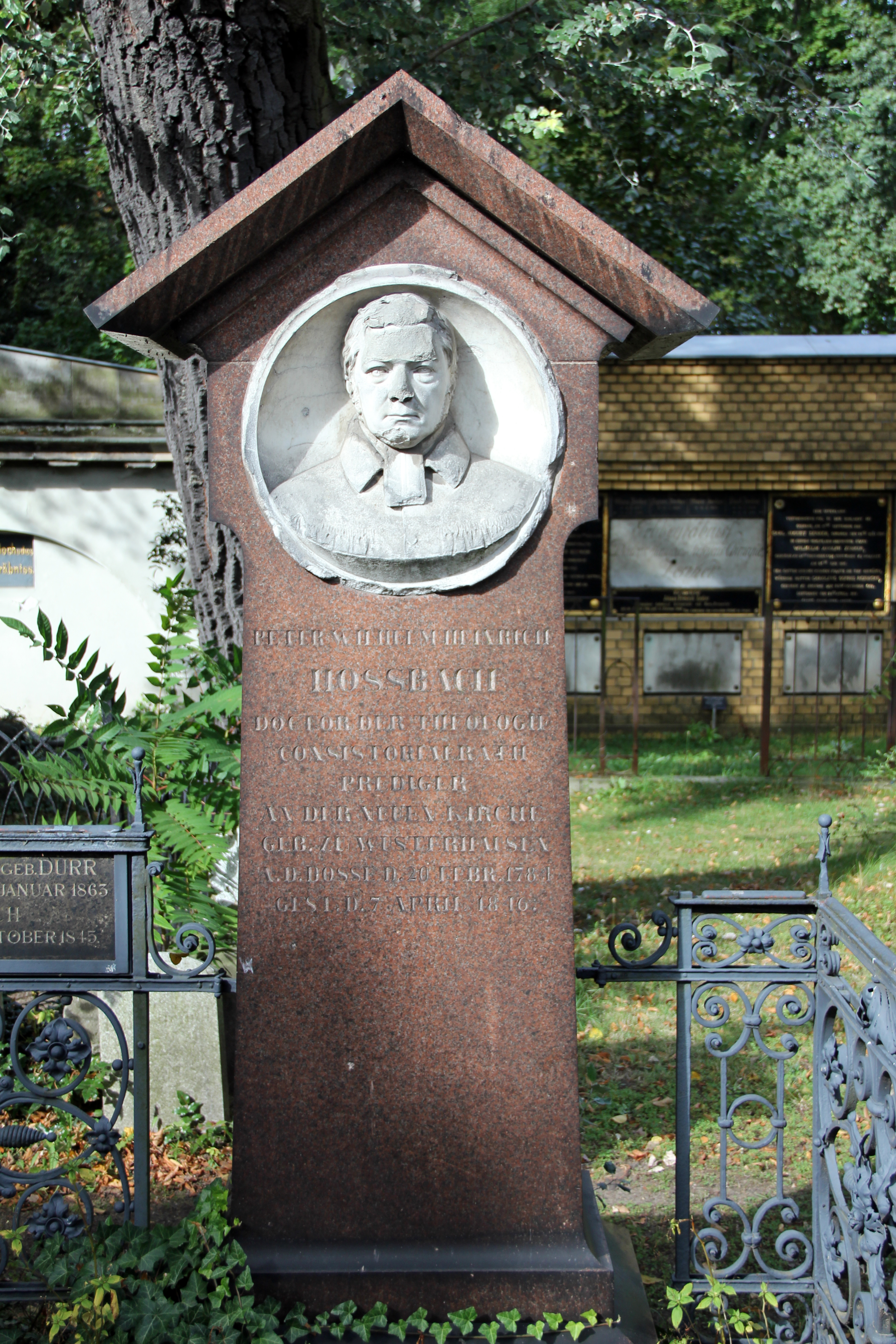
Grab von Wilhelm Hossbach in Berlin-Kreuzberg

1830 wurde Hossbach auch Superintendent des Kirchenkreises Friedrichswerder und Mitglied des Berliner Konsistoriums der Provinz Brandenburg. In dieser Eigenschaft hielt er unter anderem die Grabreden auf Schleiermacher und Wilhelm von Humboldt. Seine letzten Lebensjahre waren durch schwere Krankheiten beeinträchtigt.
Wilhelm Hossbach starb 1846 im Alter von 62 Jahren in Berlin. Beigesetzt wurde er auf dem Friedhof II der Jerusalems- und Neuen Kirche vor dem Halleschen Tor. Die gesockelte Grabstele aus rotem Granit mit einem von Carl Piper geschaffenen, marmornen Porträtmedaillon steht auf einer von einem schmiedeeisernen Gitter umgebenen Anlage. Auf dieser befindet sich auch das Grabdenkmal des Sohnes Theodor Hossbach (1834–1894), der 1881 ebenfalls Pfarrer an der Neuen Kirche geworden war.

## Werkauswahl
- Johann Valentin Andreä und sein Zeitalter. Berlin 1819 (Reprint Leipzig 1978).
- Philipp Jakob Spener und seine Zeit. Berlin 1828 (3. Aufl. 1861, 2 Bde.).
- Predigten. 6 Bände. Berlin 1822–1843.
- Nachgelassene Predigten. Potsdam: Riegel: 1848 (mit Biographie Hossbachs von Friedrich August Pischon).